# Vincenzo Russo (paroliere)
Vincenzo Russo (Napoli, 18 marzo 1876 – Napoli, 11 giugno 1904) è stato un paroliere e artigiano italiano.

## Biografia
Nacque a Napoli nel quartiere Mercato, da una famiglia di umili origini. Il padre Giuseppe era calzolaio, mentre la madre Lucia Ocubro, ex trovatella dell'Annunziata proveniente da Portici, era casalinga. Le precarie e umide condizioni dell'abitazione di famiglia fecero in modo che sia lui, che i suoi fratelli, fossero spesso malati, e questo precluse a Vincenzo la possibilità di ricevere un'istruzione regolare. Sebbene non avesse potuto frequentare neanche le elementari, Vincenzo riuscì comunque a farsi una discreta istruzione frequentando i corsi serali per operai.
Alla morte del padre, si trovò in condizione di dover contribuire al bilancio familiare, e intraprese quindi la professione del guantaio e successivamente quella ereditata dal padre di calzolaio, che gli diede da vivere, sebbene coltivasse già allora propensioni artistiche piuttosto timide. La sua attività di poeta, tuttavia, non conobbe mai un vero e proprio inizio se non fino all'incontro con Eduardo Di Capua, autore di canzoni già famoso per aver composto 'O sole mio. L'amicizia tra i due diede presto buoni frutti, e in particolare la canzone Maria Marì, che divenne presto un successo di portata mondiale.
Il 31 dicembre 1899 Vincenzo era a letto malato, e il giorno dopo l'amico Eduardo lo andò a trovare, comunicandogli che avevano ricevuto dall'editore Bideri un anticipo da dividere. Convintolo ad uscire, il Di Capua condusse Russo al Salone Margherita, dove si esibiva Armando Gill. Fu all'uscita del teatro che Russo diede a Di Capua i versi di I' te vurria vasà, forse la sua canzone più nota e una delle pietre miliari della canzone napoletana. Solo ventiquattr'ore dopo Di Capua aveva completato la composizione della musica, che piacque immediatamente a Russo. Presentata la canzone al concorso de La tavola rotonda, ne riportarono un deludente secondo premio da dividere con altre tre canzoni. Lo scarso ricavato servì a Russo a comprare dei farmaci per curarsi da una forma grave di polmonite che lo stroncò pochi mesi dopo a soli 28 anni. 
È opinione comune tra gli storici della canzone napoletana che I' te vurria vasà, come anche molte delle canzoni composte da Russo, fossero ispirate dall'amore segreto e impossibile per Enrichetta Marchese, figlia di un gioielliere suo dirimpettaio. La differenza di classe sociale, nonostante l'amore di Russo fosse corrisposto, non ne rese mai possibile una felice conclusione.
Secondo alcune fonti, anche l'ultima opera di Russo L'urdema canzone mia è dedicata a quell'amore. La canzone fu dettata da Russo al cognato nel giugno del 1904 dal letto dove giaceva per la tubercolosi che lo ucciderà a soli 28 anni. La canzone fu scritta, secondo la leggenda, dopo aver visto dalla finestra la chiesa di fronte addobbata per uno sposalizio che egli riteneva essere quello di Enrichetta. Di fatto, nei registri canonici non vi è traccia di matrimoni in quei giorni, quindi la storia di questa canzone rimane da chiarire. Ciò che è certo, tuttavia, è che la canzone, indirizzata all'amico Eduardo, finì nelle mani di Enrichetta, la quale la conservò in un medaglione fino alla fine dei suoi giorni.

## Canzoni
- I' te vurria vasà
- 'A serenata d' 'e rose
- Maria Marì
- Canzona bella
- Nuttata a mare
- L'urdema canzone mia - (Tutt'è fernuto).
- Torna Maggio